# JAC Refine M4
JAC Refine M4 — минивэн, выпускающийся с 2016 года китайской компанией JAC Motors.

## Описание

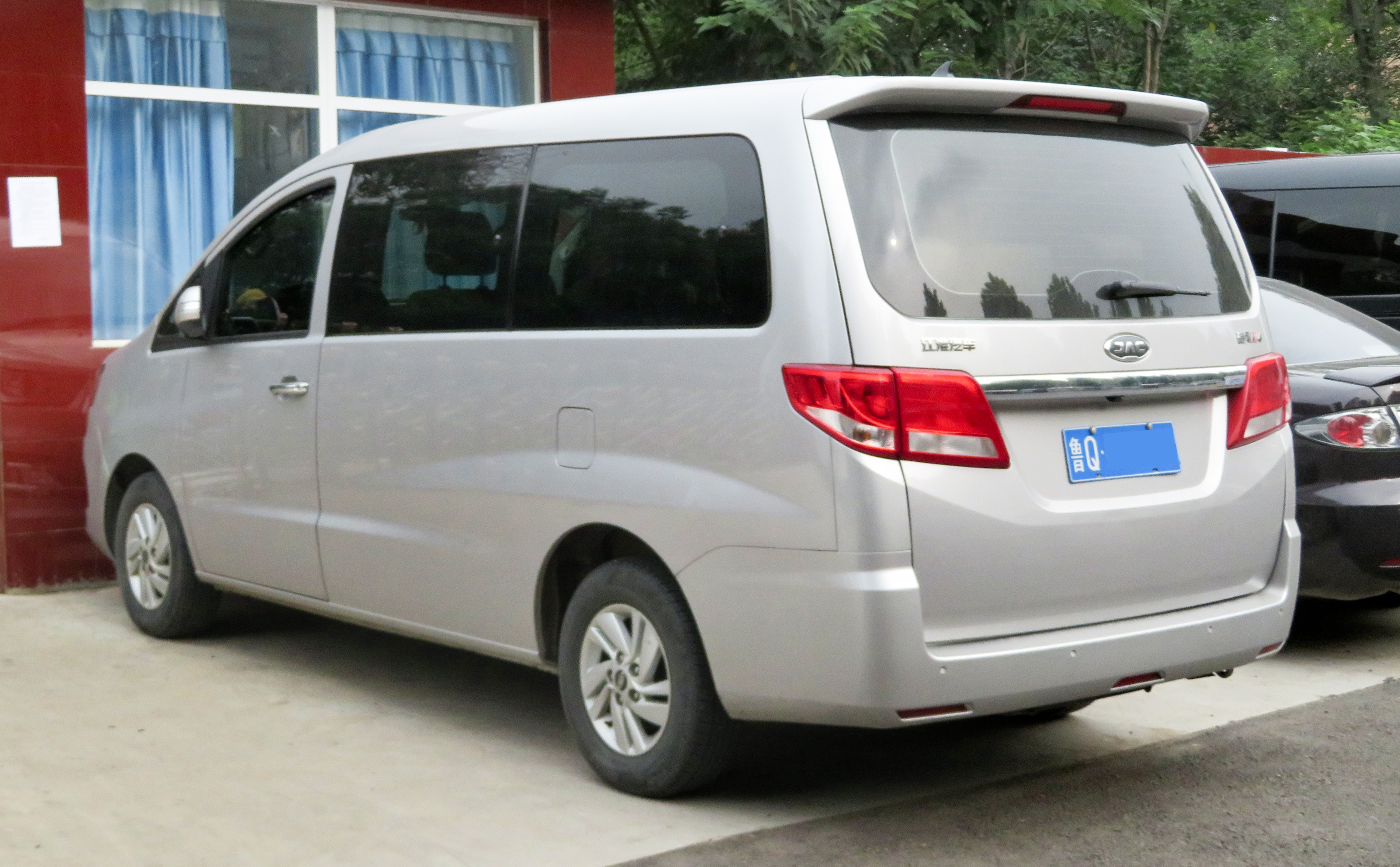
Вид сзади

Refine M4, расположенный выше компактвэна Refine M3, впервые был представлен в октябре 2016 года на Пекинском автосалоне. Согласно официальному сайту, цены на Refine M4 варьируются от 99800 до 169800 юаней, что делает Refine M4 более премиальным продуктом по сравнению с Refine M3. Конкурентом является Toyota Alphard.
В 2018 году автомобиль прошёл фейслифтинг. Изменения коснулись передней части. Кроме автомобилей с ДВС, также выпускаются подзаряжаемые гибридные автомобили и электромобили.

## Технические характеристики
Изначально Refine M4 оснащался 2,0-литровым двигателем мощностью 108 кВт (147 л. с.) и крутящим моментом 196 Н·м в паре с пятиступенчатой механической трансмиссией. Позже в 2017 году автомобиль стал оснащаться 2,0-литровым турбодвигателем в паре с шестиступенчатой механической трансмиссией, 1,9-литровым двигателем CTI в паре с шестиступенчатой механической трансмиссией и 1,5-литровым двигателем TGI Hyboost в паре с шестиступенчатой механической трансмиссией. Позже автомобили также стали оснащаться турбодизельными двигателями объёмом 1,9 литра.

## Refine E4
Refine E4 является электромобилем на базе Refine M4 с электродвигателем мощностью 130 кВт, который поставляется компанией Gotion High tech Co Ltd., и аккумуляторами, которые поставляются компанией Anhui Jianghuai Sinoev Battery System Co., Ltd.